# Potsdam West
Potsdam West (letteralmente: "Potsdam ovest") è un quartiere della città tedesca di Potsdam.